# Slatina, Danilovgrad
Slatina este un sat din comuna Danilovgrad, Muntenegru. Conform datelor de la recensământul din 2003, localitatea are 78 de locuitori (la recensământul din 1991 erau 61 de locuitori).

## Demografie
În satul Slatina locuiesc 62 de persoane adulte, iar vârsta medie a populației este de 40,2 de ani (35,1 la bărbați și 44,5 la femei). În localitate sunt 24 de gospodării, iar numărul mediu de membri în gospodărie este de 3,25.
Populația localității este foarte eterogenă.
|  |

| Demografie | Demografie | Demografie |
| An         | Locuitori  | Locuitori  |
| ---------- | ---------- | ---------- |
|            |            |            |
|            |            |            |
|            |            |            |
|            |            |            |
| 1948       | 222        |            |
| 1953       | 232        |            |
| 1961       | 199        |            |
| 1971       | 117        |            |
| 1981       | 73         |            |
| 1991       | 61         | 58         |
| 2003       | 78         | 78         |

| \| Componența etnică conform recensământului din 2003[2] \| Componența etnică conform recensământului din 2003[2] \| Componența etnică conform recensământului din 2003[2] \| Componența etnică conform recensământului din 2003[2] \| Componența etnică conform recensământului din 2003[2] \| \| ----------------------------------------------------- \| ----------------------------------------------------- \| ----------------------------------------------------- \| ----------------------------------------------------- \| ----------------------------------------------------- \| \| \| \| \| \| \| \| Sârbi \| Sârbi \| \| 37 \| 47,43% \| \| Muntenegreni \| Muntenegreni \| \| 12 \| 15,38% \| \| necunoscută \| necunoscută \| \| 0 \| 0% \| |              |  |    |        |
| Componența etnică conform recensământului din 2003 |              |  |    |        |
| |              |  |    |        |
| Sârbi | Sârbi        |  | 37 | 47,43% |
| Muntenegreni | Muntenegreni |  | 12 | 15,38% |
| necunoscută | necunoscută  |  | 0  | 0%     |